# Réjaumont (Hautes-Pyrénées)
Pour les articles homonymes, voir Réjaumont.
Réjaumont est une commune française située dans l'est du département des Hautes-Pyrénées, en région Occitanie.
Sur le plan historique et culturel, la commune est dans la région gasconne de Magnoac, située sur le plateau de Lannemezan, qui reprend une partie de l’ancien Nébouzan, qui possédait plusieurs enclaves au cœur de la province de Comminges et a évolué dans ses frontières jusqu’à plus ou moins disparaitre. Exposée à un climat de montagne, elle est drainée par l'Arrats, le Gers et par divers autres petits cours d'eau.
Réjaumont est une commune rurale qui compte 150 habitants en 2022, après avoir connu un pic de population de 402 habitants en 1846. Elle fait partie de l'aire d'attraction de Lannemezan. .

## Géographie

### Localisation
La commune de Réjaumont se trouve dans le département des Hautes-Pyrénées, en région Occitanie.
Elle se situe à 32 km à vol d'oiseau de Tarbes, préfecture du département, à 27 km de Bagnères-de-Bigorre, sous-préfecture, et à 7 km de Lannemezan, bureau centralisateur du canton de la Vallée de la Barousse dont dépend la commune depuis 2015 pour les élections départementales.
La commune fait en outre partie du bassin de vie de Lannemezan.
Les communes les plus proches sont : 
Uglas (2,4 km), Clarens (2,9 km), Tajan (3,3 km), Villeneuve-Lécussan (4,1 km), Lécussan (4,2 km), Galez (4,8 km), Pinas (5,0 km), Monlong (5,4 km).
Sur le plan historique et culturel, Réjaumont fait partie de la région gasconne de Magnoac, située sur le plateau de Lannemezan, qui reprend une partie de l’ancien Nébouzan, qui possédait plusieurs enclaves au cœur de la province de Comminges et a évolué dans ses frontières jusqu’à plus ou moins disparaitre.

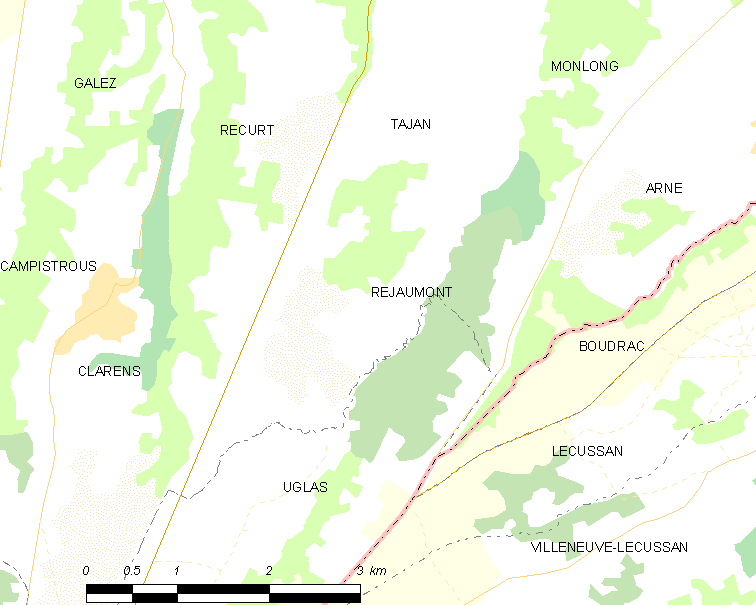
Carte de la commune de Réjaumont et des proches communes.

|         | Tajan     | Monlong |
| Clarens | Réjaumont | Arné    |
|         | Uglas     |         |

### Hydrographie
Le canal de la Gimone  forme une partie de la limite est avec la commune d'Arné.
 
Le Ruisseau du Gers traverse la commune du sud au nord à l'ouest du village et forme une partie de la limite sud-est avec la commune d'Uglas.

Le Ruisseau des Baraques, affluent de rive gauche du Gers, forme une partie de la limite nord avec la commune de Tajan.

Le Ruisseau de la Broucau, affluent de rive gauche du Gers, forme une partie de la limite sud avec la commune d'Uglas.

Le Ruisseau du Coué, affluent de rive gauche du Gers, traverse la commune au nord du village.
 
Un canal d'irrigation provenant du canal de la Neste traverse la commune en direction du Gers au nord.

### Climat
Le climat est tempéré de type océanique, en raison de l'influence proche de l'océan Atlantique situé à peu près 150 km plus à l'ouest. La proximité des Pyrénées fait que la commune profite d'un effet de foehn, il peut aussi y neiger en hiver, même si cela reste inhabituel.
| Mois                              | jan.  | fév.  | mars  | avril | mai   | juin  | jui.  | août  | sep.  | oct.  | nov.  | déc.  | année   |
| --------------------------------- | ----- | ----- | ----- | ----- | ----- | ----- | ----- | ----- | ----- | ----- | ----- | ----- | ------- |
| Température minimale moyenne (°C) | 1     | 2     | 4     | 6     | 9     | 13    | 15    | 15    | 12    | 9     | 4     | 2     | 7,7     |
| Température moyenne (°C)          | 5,2   | 5,6   | 8,4   | 10,1  | 13,8  | 17,8  | 18,6  | 18,8  | 16,4  | 13,5  | 7,5   | 5,5   | 11,8    |
| Température maximale moyenne (°C) | 10    | 11    | 14    | 15    | 19    | 22    | 25    | 25    | 23    | 19    | 14    | 11    | 17,3    |
| Ensoleillement (h)                | 108,8 | 118,8 | 155,6 | 157,2 | 181,3 | 191,5 | 215,5 | 196,4 | 194,5 | 164,4 | 124,4 | 104,4 | 1 912,8 |
| Précipitations (mm)               | 98,6  | 63,3  | 99    | 108,2 | 137   | 87,1  | 72,6  | 70,5  | 69,5  | 81,9  | 101,4 | 97,4  | 1 086   |

### Milieux naturels et biodiversité
Aucun espace naturel présentant un intérêt patrimonial n'est recensé sur la commune dans l'inventaire national du patrimoine naturel,,.

## Urbanisme

### Typologie
Au 1er janvier 2024, Réjaumont est catégorisée commune rurale à habitat très dispersé, selon la nouvelle grille communale de densité à sept niveaux définie par l'Insee en 2022.
Elle est située hors unité urbaine. Par ailleurs la commune fait partie de l'aire d'attraction de Lannemezan, dont elle est une commune de la couronne,. Cette aire, qui regroupe 65 communes, est catégorisée dans les aires de moins de 50 000 habitants,.

### Occupation des sols
L'occupation des sols de la commune, telle qu'elle ressort de la base de données européenne d’occupation biophysique des sols Corine Land Cover (CLC), est marquée par l'importance des territoires agricoles (70,6 % en 2018), une proportion identique à celle de 1990 (70,6 %). La répartition détaillée en 2018 est la suivante : 
zones agricoles hétérogènes (70,2 %), forêts (29,4 %), prairies (0,4 %).
L'IGN met par ailleurs à disposition un outil en ligne permettant de comparer l’évolution dans le temps de l’occupation des sols de la commune (ou de territoires à des échelles différentes). Plusieurs époques sont accessibles sous forme de cartes ou photos aériennes : la carte de Cassini (XVIIIe siècle), la carte d'état-major (1820-1866) et la période actuelle (1950 à aujourd'hui).

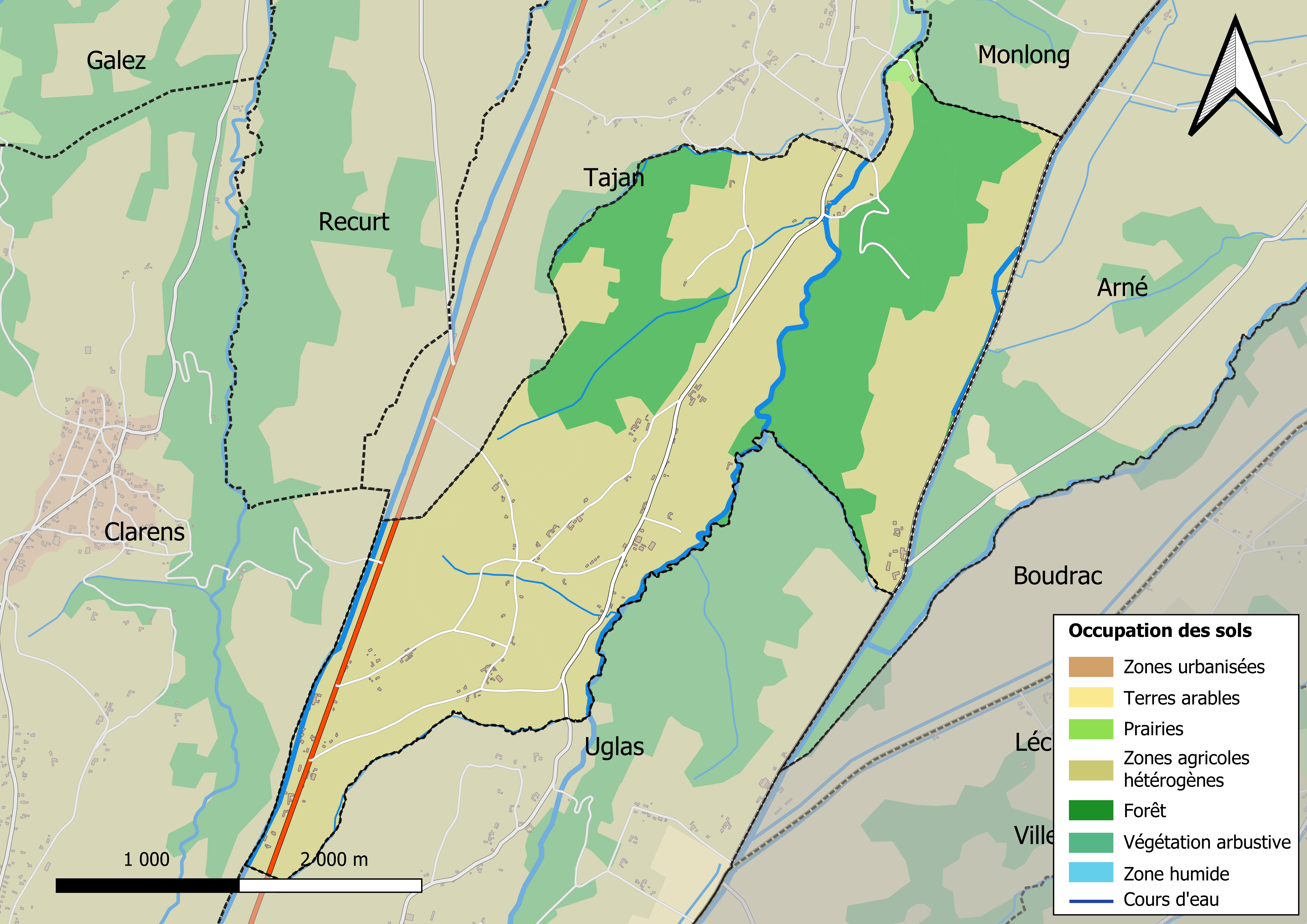
Carte des infrastructures et de l'occupation des sols en 2018 (CLC) de la commune.
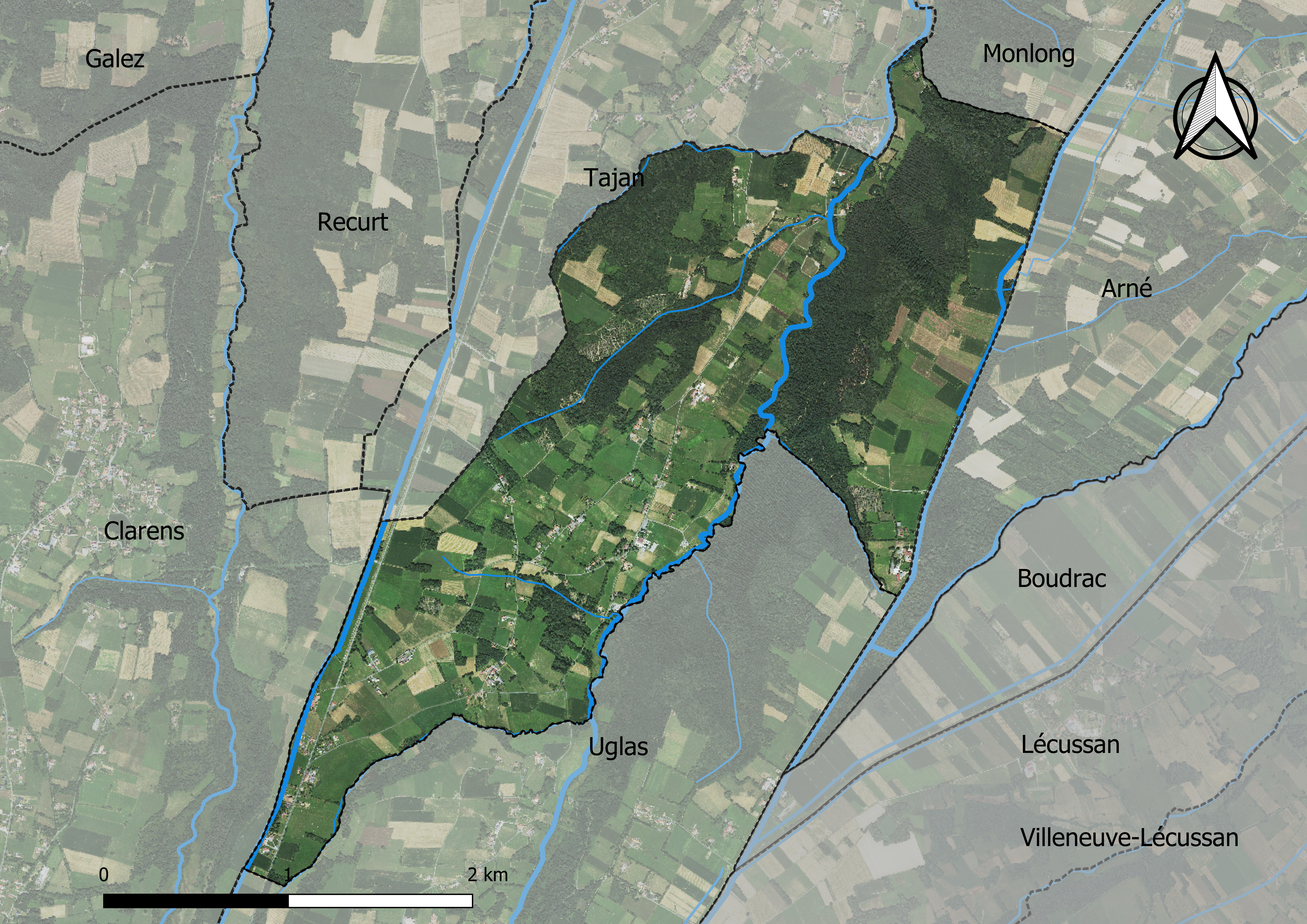
Carte orthophotogrammétrique de la commune.

### Logement
En 2012, le nombre total de logements dans la commune est de 95.

Parmi ces logements, 87,9 % sont des résidences principales, 4,4 % des résidences secondaires et 7,7 % des logements vacants.

### Voies de communication et transports
Cette commune est desservie par la route départementale D 929.

## Toponymie

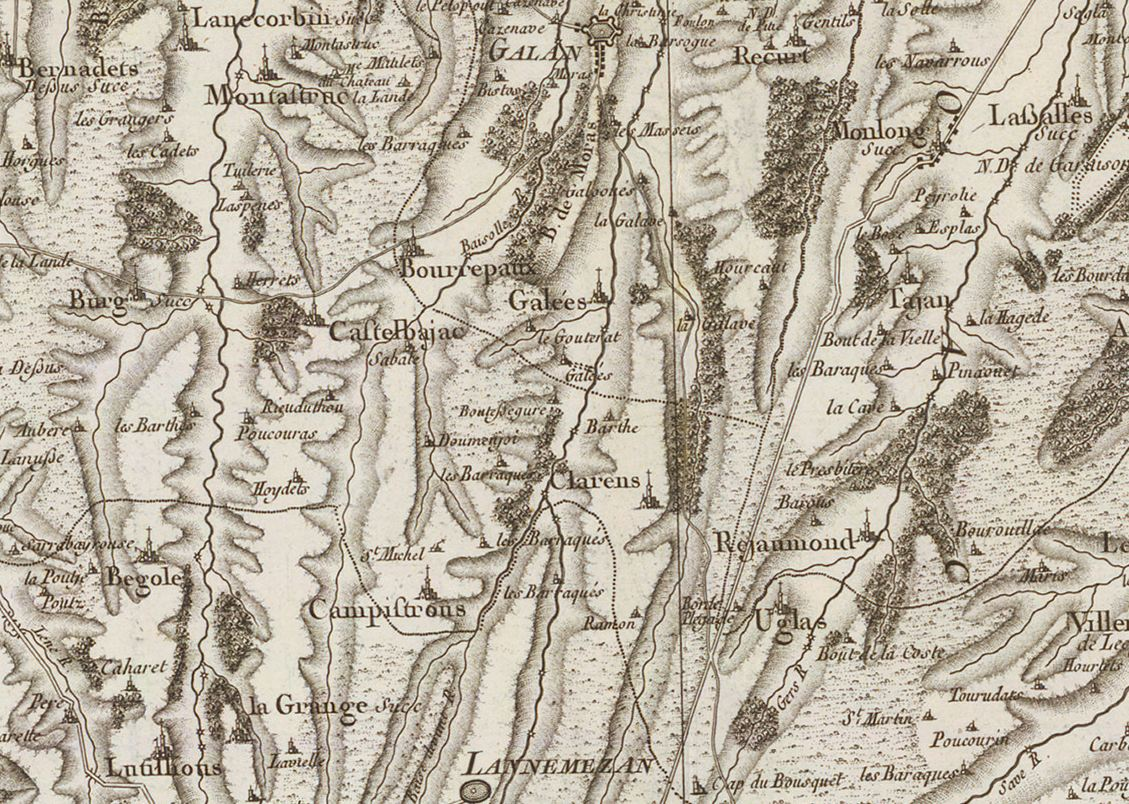
Extrait de la carte de Cassini (entre 1756 et 1789) situant Réjaumont au nord de Lannemezan.

On trouvera les principales informations dans le Dictionnaire toponymique des communes des Hautes-Pyrénées de Michel Grosclaude et Jean-François Le Nail qui rapporte les dénominations historiques du village :
Dénominations historiques :
- de Regalimonte, latin (1383-1384, procuration Auch) ;
- de Regalimonte, latin (1405, décime Auch ; XVe siècle, taxes Auch) ;
- Eglise Saint-Pierre de Réjaumont en Magnoac (1752, registres paroissiaux) ;
- Rejaumond (fin XVIIIe siècle, carte de Cassini).

Étymologie : du gascon rejau (= royal) et mont (= mont) ; du latin : regalem montem.
Nom occitan : Rejaumont.

## Histoire

### Cadastre napoléonien de Réjaumont
Le plan cadastral napoléonien de Réjaumont est consultable sur le site des archives départementales des Hautes-Pyrénées.

## Politique et administration

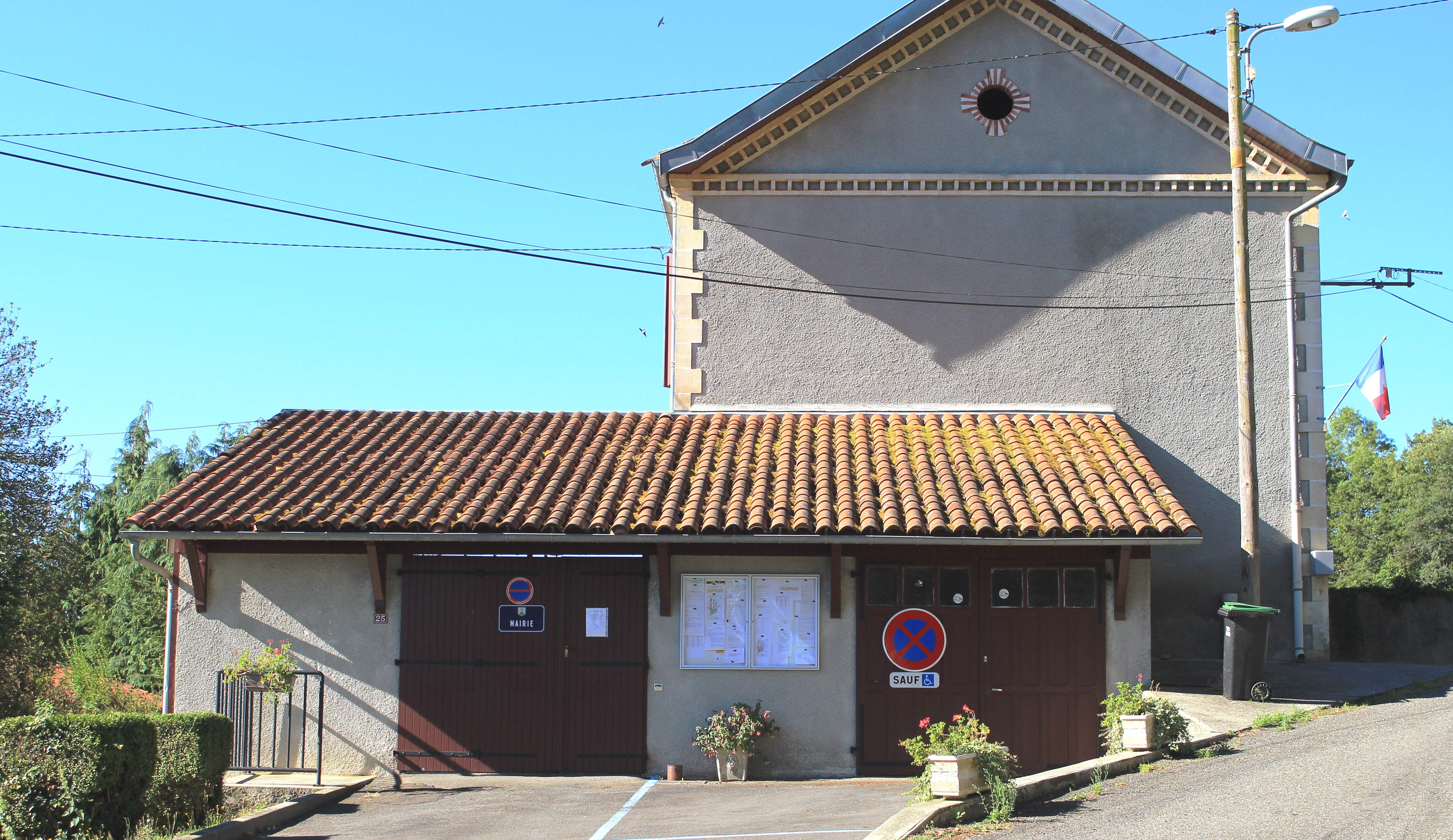
La mairie en 2020.

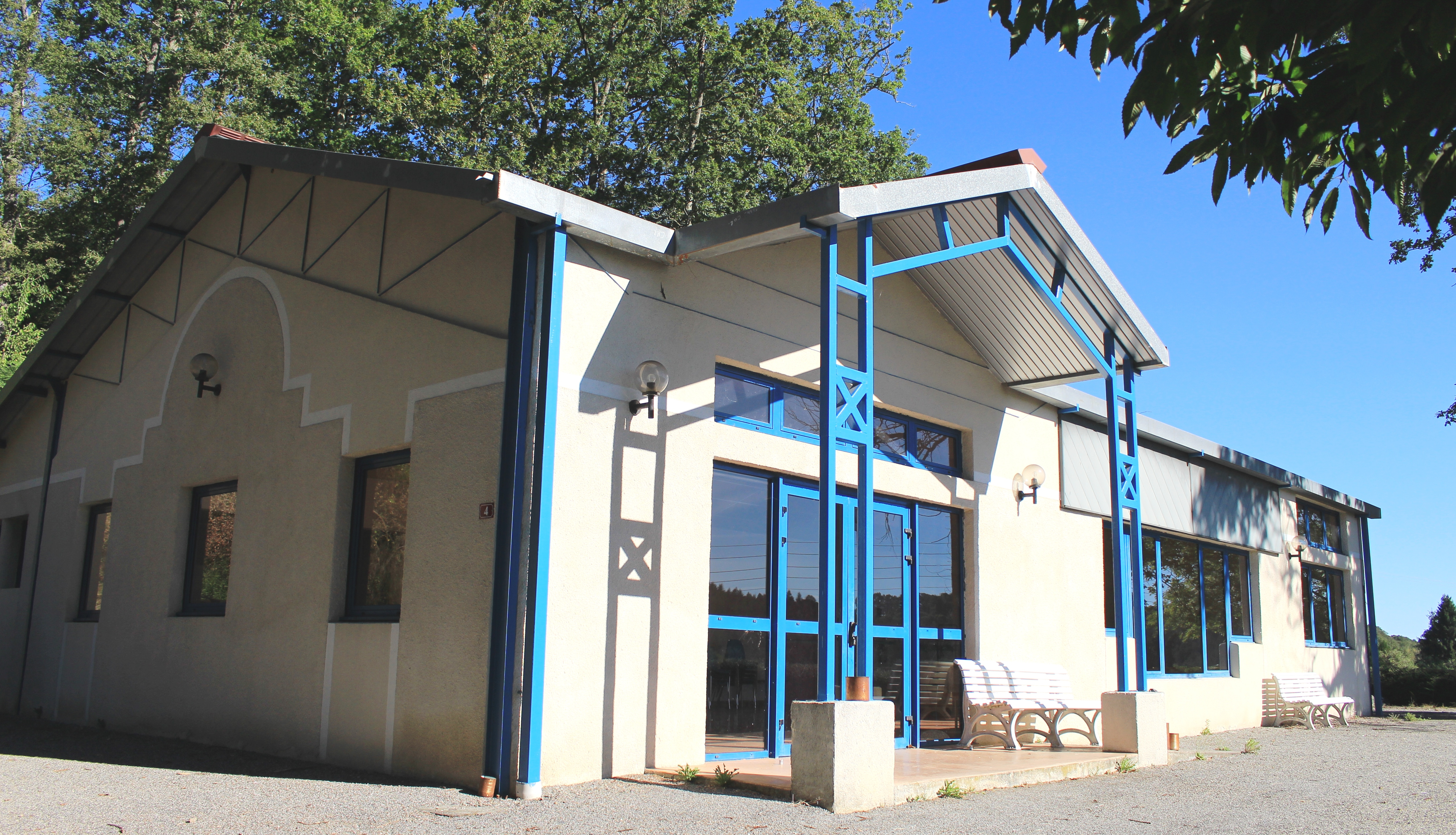
Le foyer rural en 2020.

### Liste des maires
| Période                                  | Période   | Identité      | Étiquette | Qualité |
| ---------------------------------------- | --------- | ------------- | --------- | ------- |
| Les données manquantes sont à compléter. |           |               |           |         |
|                                          |           |               |           |         |
| mars 1995                                | mars 2008 | Solange Clair |           |         |
| mars 2008                                | En cours  | Guy Raynal    |           |         |

### Rattachements administratifs et électoraux

#### Historique administratif
Sénéchaussée de Toulouse, élection de Rivière-Verdun, canton de Magnoac (1790), de Lannemezan (depuis 1801).

#### Intercommunalité
Réjaumont appartient à la communauté de communes du Plateau de Lannemezan Neste-Baronnies-Baïses créée en janvier 2017 et qui réunit 57 communes.

## Population et société

### Démographie

#### Évolution démographique
| 1793 | 1800 | 1806 | 1821 | 1831 | 1836 | 1841 | 1846 | 1851 |
| ---- | ---- | ---- | ---- | ---- | ---- | ---- | ---- | ---- |
| 250  | 242  | 231  | 304  | 340  | 342  | 306  | 402  | 379  |

| 1856 | 1861 | 1866 | 1872 | 1876 | 1881 | 1886 | 1891 | 1896 |
| ---- | ---- | ---- | ---- | ---- | ---- | ---- | ---- | ---- |
| 358  | 324  | 351  | 365  | 363  | 359  | 313  | 309  | 285  |

| 1901 | 1906 | 1911 | 1921 | 1926 | 1931 | 1936 | 1946 | 1954 |
| ---- | ---- | ---- | ---- | ---- | ---- | ---- | ---- | ---- |
| 276  | 251  | 242  | 215  | 220  | 223  | 224  | 209  | 204  |

| 1962 | 1968 | 1975 | 1982 | 1990 | 1999 | 2005 | 2006 | 2010 |
| ---- | ---- | ---- | ---- | ---- | ---- | ---- | ---- | ---- |
| 180  | 166  | 163  | 160  | 171  | 176  | 164  | 162  | 184  |

| 2015 | 2020 | 2022 | - | - | - | - | - | - |
| ---- | ---- | ---- | - | - | - | - | - | - |
| 168  | 155  | 150  | - | - | - | - | - | - |

### Enseignement
La commune dépend de l'académie de Toulouse. Elle ne dispose plus d'école en 2016.

## Économie

### Revenus
En 2018, la commune compte 78 ménages fiscaux, regroupant 163 personnes. La médiane du revenu disponible par unité de consommation est de 21 690 € (20 420 € dans le département).

### Emploi
|                | 2008  | 2013  | 2018  |
| -------------- | ----- | ----- | ----- |
| Commune        | 2,5 % | 1,9 % | 4,4 % |
| Département    | 7,7 % | 9,4 % | 9,8 % |
| France entière | 8,3 % | 10 %  | 10 %  |

En 2018, la population âgée de 15 à 64 ans s'élève à 93 personnes, parmi lesquelles on compte 71,1 % d'actifs (66,7 % ayant un emploi et 4,4 % de chômeurs) et 28,9 % d'inactifs,. Depuis 2008, le taux de chômage communal (au sens du recensement) des 15-64 ans est inférieur à celui de la France et du département.
La commune fait partie de la couronne de l'aire d'attraction de Lannemezan, du fait qu'au moins 15 % des actifs travaillent dans le pôle,. Elle compte 14 emplois en 2018, contre 27 en 2013 et 23 en 2008. Le nombre d'actifs ayant un emploi résidant dans la commune est de 63, soit un indicateur de concentration d'emploi de 22,8 % et un taux d'activité parmi les 15 ans ou plus de 47,4 %.
Sur ces 63 actifs de 15 ans ou plus ayant un emploi, 11 travaillent dans la commune, soit 18 % des habitants. Pour se rendre au travail, 95,1 % des habitants utilisent un véhicule personnel ou de fonction à quatre roues et 4,9 % s'y rendent en deux-roues, à vélo ou à pied.

## Voir aussi

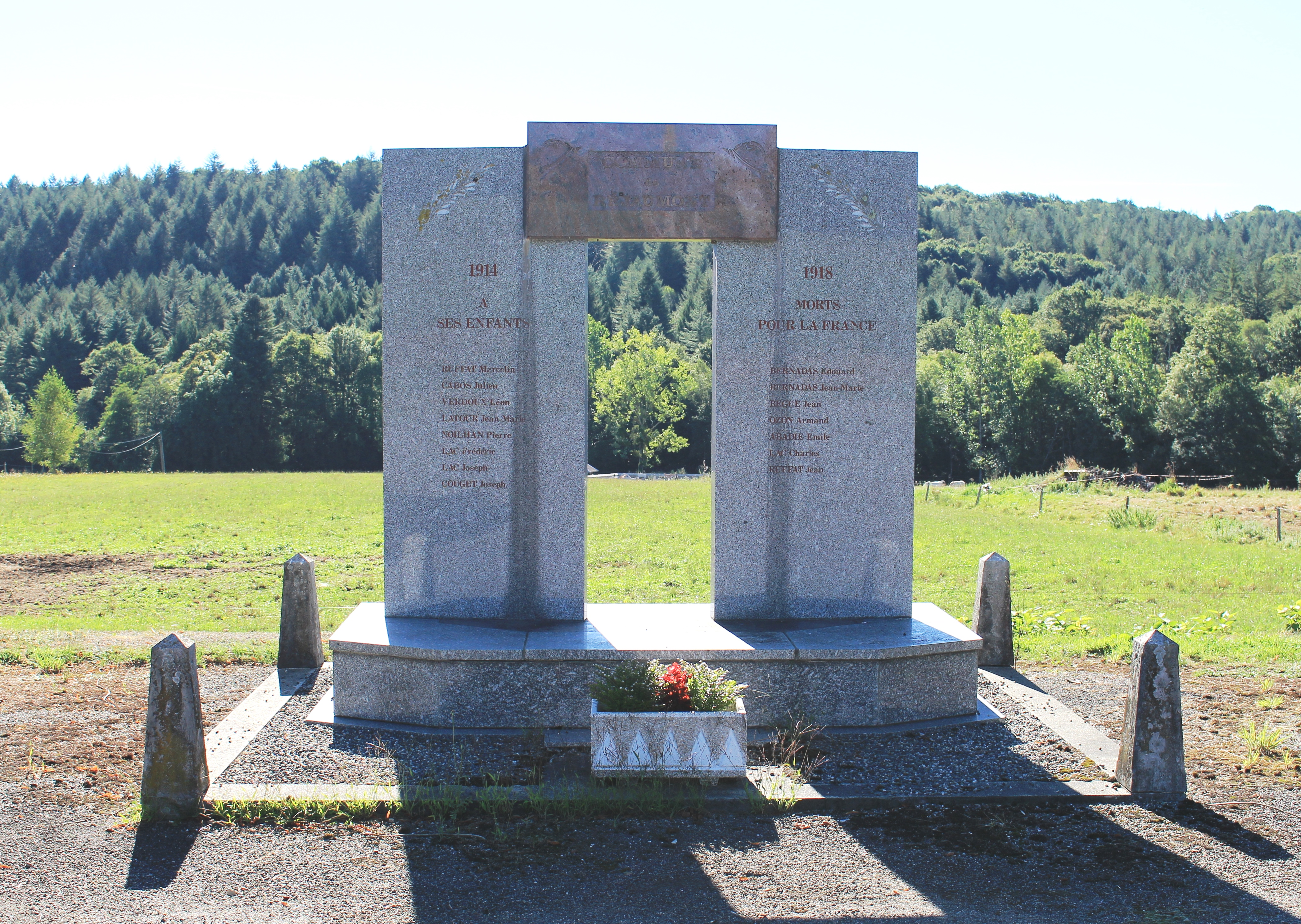
Le monument aux morts municipal.

## Culture locale et patrimoine

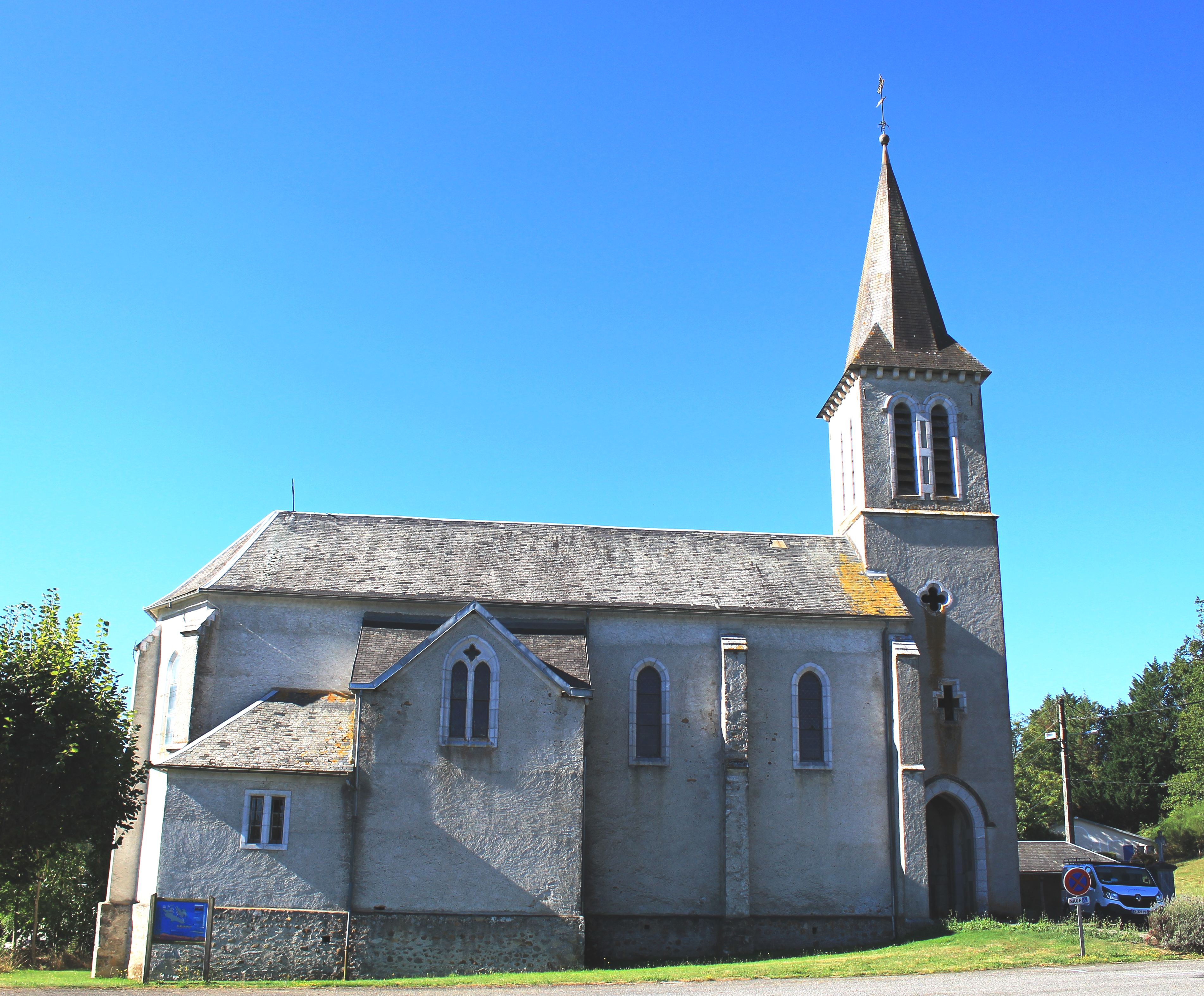
L'église Saint-Pierre en 2020.

### Lieux et monuments
- Église Saint-Pierre de Réjaumont.

### Héraldique
| Blason de Réjaumont | Blason  | D'argent au mont de sinople chargé d'une fleur de lys d'or, surmonté d'un soleil rayonnant non figuré du même*.                    |
| Blason de Réjaumont | Détails | * Il y a là non-respect de la règle de contrariété des couleurs : ces armes sont fautives (or sur argent, interdit en héraldique). |